# Actinostella correae
Actinostella correae is een zeeanemonensoort uit de familie Actiniidae. De anemoon komt uit het geslacht Actinostella. Actinostella correae werd in 1992 voor het eerst wetenschappelijk beschreven door Schlenz & Belém. 